# Moira Roth

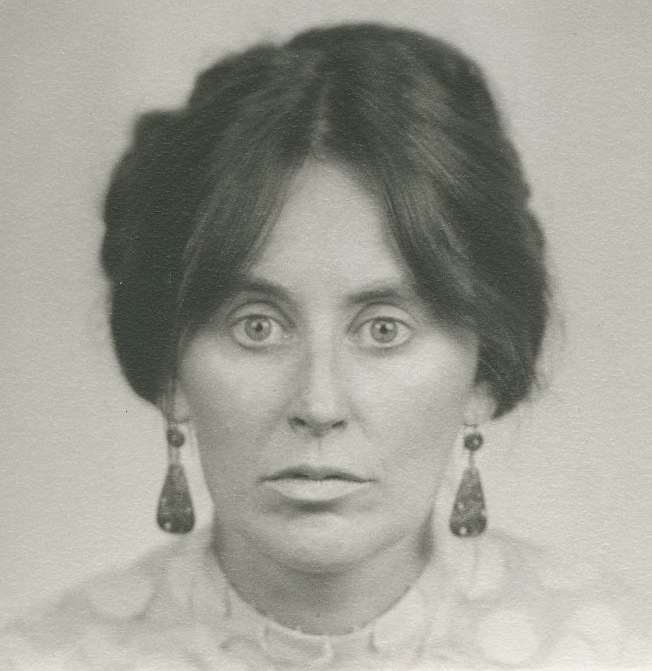
Moira Roth, 1970

Moira Roth (* 24. Juli 1933 in London als Moira Shannon; † 14. Juni 2021 in Berkeley, Kalifornien) war eine US-amerikanische feministische Kunsthistorikerin und Kunstkritikerin.

## Leben und Werk
Roth wurde 1933 als Tochter der wohlhabenden schottisch-kanadischen Eve Shannon und eines irischen Vaters in London geboren. Ihr Vater lehrte an der London School of Economics. Die Eltern trennten sich kurz nach ihrer Geburt. Roth wuchs bei ihrer Mutter in Cornwall und nach dem Zweiten Weltkrieg in Letchworth auf.
Von 1953 bis 1954 studierte sie an der Universität Wien und von 1956 bis 1957 an der London School of Economics. Anschließend zog sie dauerhaft in die Vereinigten Staaten und erwarb an der New York University 1959 einen Bachelorabschluss in Soziologie und 1966 einen Masterabschluss mit einer Arbeit über den Künstler Francis Bacon. Für ihre Dissertation Marcel Duchamp and America Art, 1913–1973, die sie 1974 an der University of California in Berkeley einreichte, interviewte sie in den späten 1960er und frühen 1970er Jahren 36 Künstler über Marcel Duchamp, darunter John Cage, Allan Kaprow, Donald Judd, Max Kozloff und Kenneth Rexroth.
Roth engagierte sich seit den frühen 1970er Jahren in der feministischen Kunstbewegung in Los Angeles, traf sich im Hause von Joyce Kozloff mit zahlreichen Künstlerinnen und Aktivistinnen und beteiligte sich an deren Bemühungen. Seit den frühen 1980er Jahren arbeitete sie verstärkt kulturübergreifend und beschäftigte sich mit der asiatisch-amerikanischen Kunstgeschichte. Sie schrieb unter anderem mit Yolanda Lopez den Aufsatz Social Protest: Racism and Sexism für die Anthologie The Power of Feminist Art und 1998 Afterword, Parts of A Puzzle für Phoebe Farris’ Women Artists of Color: A Bio-Critical Sourcebook to 20th Century Artists in the Americas. Zudem war sie 1989 gemeinsam mit Flo Oy Wong, Betty Kano und Bernice Bing Mitbegründerin der Asian American Women Artists Association (AAWAA) in San Francisco.
Als Autorin schrieb Roth für zahlreiche Publikationen, darunter für das Archives of American Art Journal, Artforum, Art Journal, Étant donné, Nka, Journal of Contemporary African Art und X-tra; als Herausgeberin gestaltete sie Bände wie The Amazing Decade: Women & Performance Art in America, 1970–1980 (1983), Connecting Conversations: Interviews with 28 Bay Area Women Artists (1988), We Flew over the Bridge: The Memoirs of Faith Ringgold (1995), Abraham’s Daughter: The Life and Times of Rose Hacker (1996) und Rachel Rosenthal (1997). 2001 begann sie mit ihrer Arbeit an The Library of Maps, ein 41 Texte umfassendes Werk über eine fiktive Bibliothek. 1977 schrieb sie den ersten Artikel über Queer Studies in der Kunstgeschichte, The Aesthetics of Indifference, über die queere post-abstrakte Expressionistengeneration.
Roth lehrte an verschiedenen Universitäten, darunter an der University of California, Irvine (1970–1972), an der University of California, Santa Cruz (1937–1974) und an der University of California, San Diego (1974–1985). Ab 1985 lehrte sie am Mills College in Oakland, einem reinen Frauencollege, wo sie den Trefethen-Lehrstuhl für Kunstgeschichte innehatte und bis zu ihrer Pensionierung 2017 tätig war.
Sie wurde für den Film !Women Art Revolution (2010) von Lynn Hershman Leeson interviewt.

## Auszeichnungen (Auswahl)
- 2006: National Recognition in the Arts Award der College Art Association
- 1997: Lifetime Achievement Award des Women’s Caucus for Art